# Operculariidae
Famille
Synonymes
- Bezedniellidae,
- Entziellidae,
- Entziellinae,
- Operculariinae

Les Operculariidae sont une famille de Ciliés de la classe des Oligohymenophorea et de l'ordre des Peritrichida.

## Étymologie
Le nom de la famille vient du genre type Opercularia, dérivé du latin operculum, « couvercle, opercule », en référence à « l'apparence d'un couvercle ou d'un opercule qui se soulève obliquement au-dessus du bord supérieur (de ce cilié) ».

## Description
Les Operculariidae ont une taille petite (< 80 μm) à moyenne (80 à 200 μm). Leur forme est généralement ovoïde à cylindrique allongée. Le zoïde est contractile, mais la lèvre péristomiale ne se replie pas vers l'extérieur lors de l'éversion . Généralement leur tige n’est pas contractile. Ils vivent solitaire ou en colonies.
Leurs structures buccales sont fortement modifiées, avec un court paroral et trois petits polykinétides oraux parfois présents, et une structure supplémentaire de fonction inconnue, la rosette, accompagnée de trois courtes kinéties ; ils n’ont pas de lèvre péristomiale distincte mais un disque épistomial proéminent, extensible et contractile qui repose sur une tige avec un sillon séparant et élevant ce disque du bord du péristome (ce disque épistomial peut être réduit chez certaines espèces endocommensales).
Leur cavité buccale consiste en un infundibulum (structure creuse en forme d'entonnoir), souvent dilaté dorsalement, dans lequel s'ouvrent une vacuole contractile et un cytoprocte. Le macronoyau est en forme de bande ou ellipsoïde. Un micronoyau est présent.

## Habitat et répartition
Les Operculariidae vivent en eau douce, très souvent comme épibionte sur les insectes et autres arthropodes, mais les espèces du genre Operculariella sont endocommensales dans l'œsophage d'un coléoptère.

## Liste des genres
Selon GBIF (3 janvier 2024) :
- Ampullaster Jankowski, 1976
- Bezedniella Stloukal & Matis, 1994
- Opercularia Goldfuss, 1820 genre type
  - Genre synonymes : Cochlearia (pro parte), Discotheca, Kindella, Operculina, Valvularia.
  - Espèce type : Opercularia articulata Goldfuss, 1820
- Operculariella Stammer, 1948
- Operculigera Kane, 1969
- Operculina Bory, 1824
- Orbobercularia
- Orbopercularia Lust, 1950
- Orbopyxidiella Guhl, 1979
- Propyxidium Corliss, 1979
- Pyxidiella Guhl, 1979
- Pyxidium Kent, 1881
- Serioscyphus Matthes & Guhl 1972
- Setonophrys Jankowski, 1986
- Syncyathella Jankowski, 1976 nomen nudum
- Torodysteria Claparede & Lachmann, 1859
- † Triadopercularia Weitschat & Guhl, 1994

Selon Lynn (2010) :
- Ballodora Dogiel & Furssenko, 1921
- Bezedniella Stloukal & Matis, 1994
- Cyathopercularia Jankowski, 1980
- Discophryson Jankowski, 1985
- Discotheca Jankowski, 1967
- Entziella Stiller, 1951
- Opercularia Goldfuss, 1820
- Operculariella Stammer, 1948
- Orbopercularia Lust in Guhl, 1979
- Orbopyxidiella Lust in Guhl, 1979
- Propyxidium Corliss, 1979
- Scyphidiella Guhl, 1979
- Spirocochlearia Jankowski, 1976 nomen nudum
- Syncyathella Jankowski, 1976 nomen nudum

- Orsomia Baer, 1952 : Incertae sedis dans la famille des Operculariidae.

## Systématique
Le nom valide de ce taxon est Operculariidae Fauré-Fremiet in Corliss, 1979.